# Franz Christoph von Hanxleden zu Eickel
Franz Christoph von Hanxleden zu Eickel (* um 1700; † 15. Mai 1770) war ein römisch-katholischer Geistlicher und Domherr in Münster und Minden.

## Leben
Franz Christoph von Hanxleden zu Eickel entstammte dem westfälischen Adelsgeschlecht von Hanxleden. Er war der Sohn des Gunter Egon von Hanxleben und dessen Gemahlin Clara Maria von Westerholt zu Eickhoff. Sein Bruder Hermann Caspar war Domherr, ebenso sein Neffe Leopold. Durch päpstliche Provision kam er im Jahre 1747 in den Besitz einer münsterschen Dompräbende. 1761 wurde er zum Generalvikar ernannt und am 9. Dezember des Jahres zum Domdechanten gewählt. Er war auch Domherr in Minden und Propst von St. Johannis in Minden.